# Shageluk
Shageluk – miasto w Stanach Zjednoczonych, w stanie Alaska, w okręgu Yukon–Koyukuk.